# Бан Сігеру
Сігеру Бан яп. 坂 茂, англ. Shigeru Ban; нар. 5 серпня 1957, Токіо, Японія) — японський архітектор, лауреат Прітцкерівської премії за 2014 рік. Відомий використанням нетрадиційних матеріалів, таких як бамбук, тканина, папір та пластмаса.

## Біографія

### Молоді роки та початок кар'єри
Сігеру Бан народився 5 серпня 1957 року в Токіо. Його батько був бізнесменом та працював у компанії Toyota, мати займалася дизайном одягу. Уже в дев'ятому класі він зібрав модель свого першого будинку та вирішивши стати архітектором. Пізніше Сігеру Бан став відвідувати підготовчі курси для вступу в Токійський університет мистецтв, де навчився моделювати з паперу, бамбука та дерева. Тоді ж він натрапив на статтю про американського архітектора Джона Гейдука (John Hejduk), доборок якого справив велике враження на Сігеру Бана. Нездійснені проєкти Гейдука так надихнули Бана, що той вирішив поїхати вчитися в Архітектурну школу Купер-юніон в Нью-Йорку. Таким чином Джон Гейдук, член творчої групи New York Five, став його керівником та натхненником. Під час навчання Бан працював в майстерні у Арата Ісодзакі. 1984 року він отримав диплом архітектора й повернувся в Токіо, де організував власне бюро «Shigeru Ban Architects». З 1993 року викладав архітектуру в університетах Тами, Іокагами, Нихона. Займався реальним проєктуванням та водночас експериментував. 1997 року його визнали найкращим молодим архітектором року в Японії.

### Роботи та творчий стиль

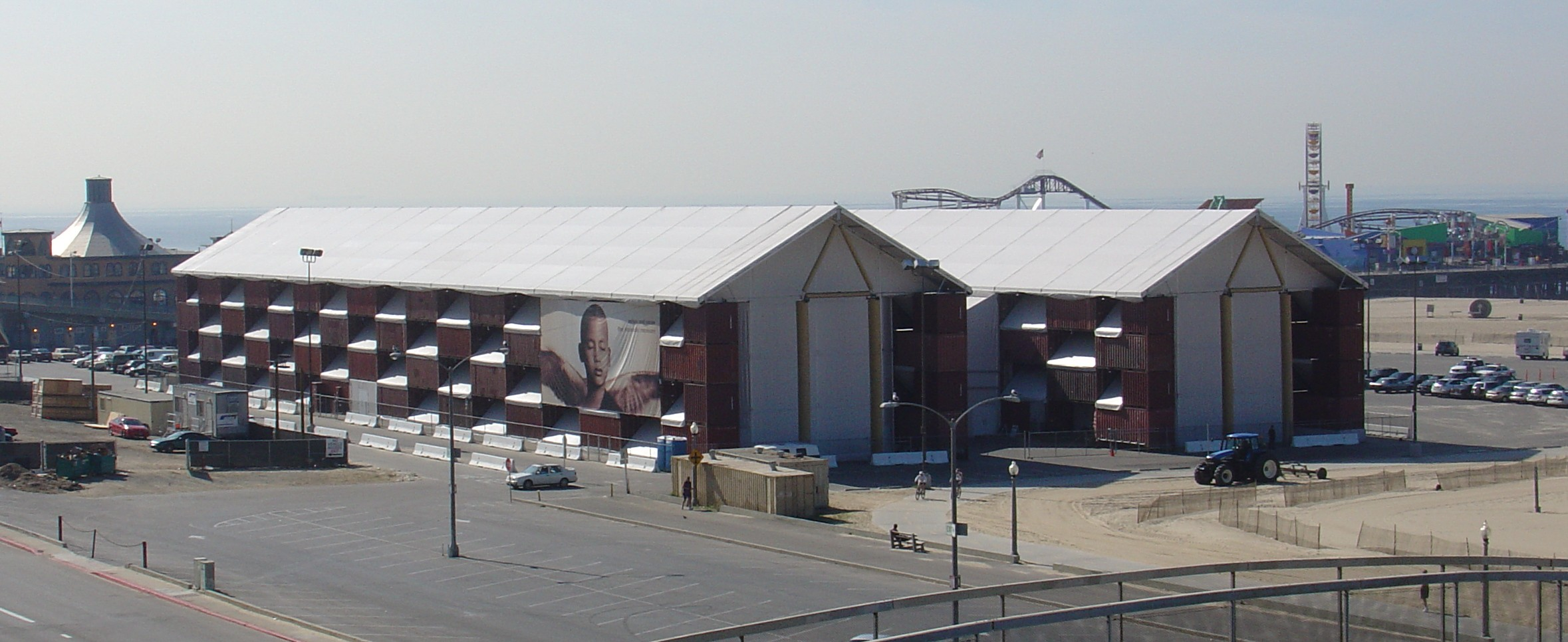
Кочовий музей, Санта-Моніка

Сігеру Бан став відомим завдяки своїм проєктам дешевого житла для людей, що залишилися без даху над головою, для створення якого часто використовувалися папір та картон. Перший проєкт такого житла Бан розробив 1994 року для таборів біженців в Руанді за власною технологією: лінолеум, тканини та пакувальний целофан накочуються на міцні труби з картону, які за формою нагадують колоди, і за допомогою степлера та скотчу з них споруджують будівлі. Після поїздки в Руанду, він звернувся до верховного комісара ООН у справах біженців та запропонував йому цей проєкт. Пізніше Бан використовував цей досвід для створення притулків для постраждалих від землетрусу, що стався в місті Кобе 1995 року. Там за його проєктом була побудована картонна католицька церква, що простояла десять років, а пізніше була перевезена на кораблі в округ Нантоу на Тайвань, де вона стала місцем молитви за жертвами землетрусів. Проєкти Бана використовувалися також в районах стихійних лих в Туреччині, Індії та на Гаїті. До інших найвідоміших проєктів Бана належать такі: павільйон Японії на всесвітній виставці Expo 2000 в Ганновері, Кочівний музей, філія Центру Помпіду в місті Мец та «Голий дім» в Сайтама (Японія).
Кочівний музей був спроєктований з картонних труб та 148 стандартних контейнерів, для пересувної виставки «Попіл та сніг» Грегорі Колберта. Будівля була задумана під впливом простору венеціанського Арсеналу, де 2002 року виставка була показана вперше. Також музей зупинявся в Нью-Йорку 2005 року, в Санта-Моніці (Каліфорнія) 2006 року, в Токіо 2007 року та в Мехіко 2008 року.

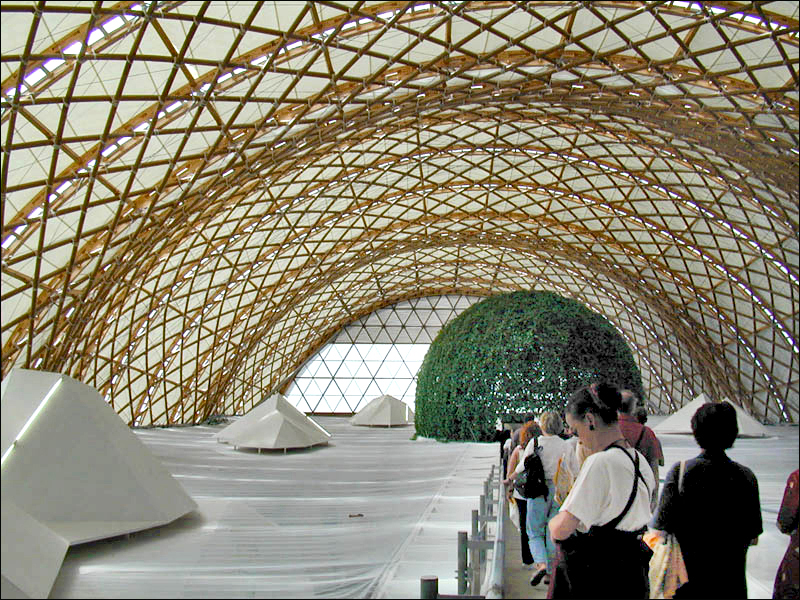
Павільйон Японії на EXPO 2000

Японський павільйон був зроблений з картону, виготовленого на базі повторно використаної сировини. Сотні спресованих з паперу трубок, зв'язаних канатами, утворили каркас будівлі з трьома куполами, покритої спеціальним водонепроникним японським папером 72 метри заввишки та 35 завширшки. Через паперову мембрану в простір павільйону проникало денне світло, а в повитих зеленню альтанках розташовувалися мультимедійні презентації екологічних проєктів. Будівля передавала витончену та аскетичну атмосферу, характерну для синтоїстської культової споруди. Після закриття всю споруду планувалося переробити в шкільні зошити.
2007 року за його проєктом був побудований пішохідний міст з паперу через річку Гардон на півдні Франції за 800 м від Пон дю Гар — найбільшого римського віадука, що зберігся до наших днів. Міст був створений з 281 картонної труби діаметром 11,5 см кожна з товщиною стінок 11,9 мм. Сходинки зроблені з переробленого паперової та пластмасової сировини, а фундаментом служили заповнені піском дерев'яні ящики. Вага паперового моста становив 7,5 тонни й він здатний був витримати 20 осіб одночасно. Міст простояв шість тижнів, після чого був демонтований.

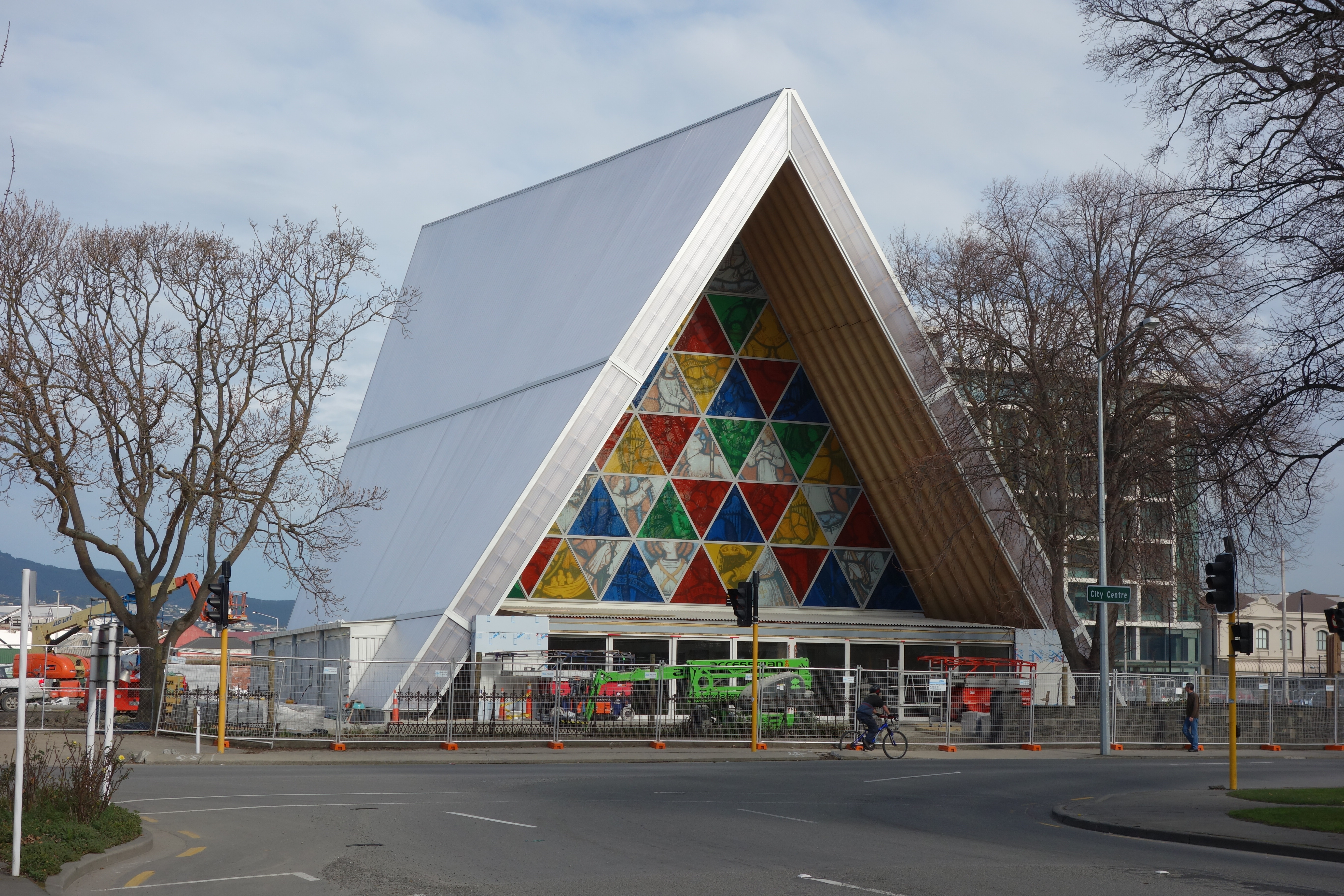
Картонний собор в Крайстчерчі

У 2006–2009 роки Сігеру Бан входив до складу журі Прітцкерівської премії. Після землетрусу 2008 в Китаї, Бан побудував зі своїх картонних труб школу в Ченду. За його проєктами після землетрусу в Крайстчерчі на Новій Зеландії, був побудований Картонний собор, а після землетрусу в Л'Аквілі, в Італії — паперовий концертний зал.
Новий англіканський храм в Крайстчерчі заввишки 24 метри побудований з картонних труб діаметром 60 сантиметрів, встановлених на залізобетонному фундаменті. Для гідроізоляції та вогнестійкості труби скрито поліуретаном, а двосхилий дах зроблений з полікарбонату. Фасад храму оздоблено великим трикутним вітражем. За словами Бана, собор вміщує до 700 віруючих й зможе прослужити англіканської громаді близько 50 років. Собор відкрився в серпні 2013 року.
Бан безкоштовно спроєктував зал в Л'Аквілі та продумав процес реалізації цього проєкту без додаткових вкладень від уряду (будувати мали студенти-архітектори, фінансування забезпечили благодійники). Таким чином був споруджений прямокутний будинок на 700 кв. м, дах якого спирається на 44 картонних стовпи, розставлених по периметру. Всередину вписано овальний зал на 230 місць зі стінами з мішків з баластом. У травні 2011 року «Паперовий концертний зал» відкрився святковим концертом, за диригентським пультом стояла Томомі Нісімото.
Після землетрусу та цунамі 2011 року в Японії, Бан перейнявся створенням перегородок у тимчасових притулках, щоб родини, які залишилися без даху над головою, могли мати особистий простір.
Сігеру Бан також відомий як дизайнер інтер'єрів та меблів. Він розробляв стільці та крісла, а також цілу серію збірних будинків-напівфабрикатів Furniture House, які здобули популярність в Японії, Китаї та США.

### Лауреат Прітцкерівської премії
24 березня 2014 Сігеру Бан став лауреатом Прітцкерівської премії. Пітер Палумбо, голова Прітцкерівського журі, коментуючи вибір, сказав, що «Сігеру Бан — це стихія. Таке порівняння цілком доречне у світлі його добровільної роботи для бездомних та знедолених в регіонах, постраждалих від стихійних лих». Дізнавшись про присудження премії, Бан сказав: «…Для мене премія — це мотивація продовжувати робити те, що я роблю, та постійно вдосконалюватися. Коли я почав займатися архітектурою, близько 30 років тому, ніхто не говорив про довкілля. Для мене такий вибір став природним. Я завжди цікавився дешевими матеріалами». Офіційна церемонія нагородження бронзовим медальйоном та вручення чека на 100 тисяч доларів США відбулася в червні 2014 року в Амстердамі.